# Orthopsyche tepoka
Orthopsyche tepoka là một loài Trichoptera trong họ Hydropsychidae. Chúng phân bố ở miền Australasia.